# Список филателистических библиотек

В списке филателистических библиотек перечислены библиотеки филателистической литературы и периодических изданий мира, как существующие самостоятельно в форме юридического лица, так и работающие в виде структурных подразделений при других учреждениях и организациях.

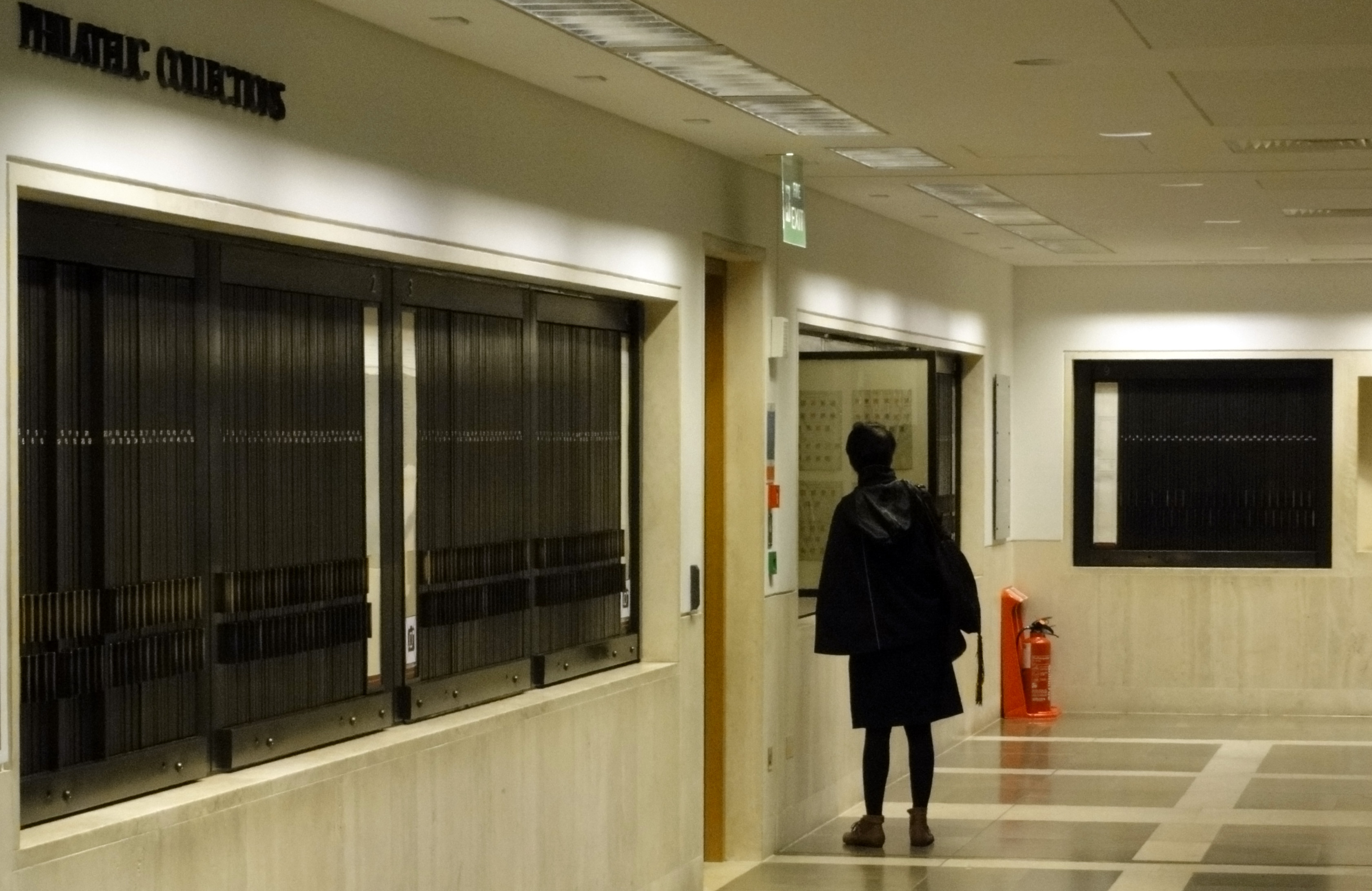
Филателистические коллекции Британской библиотеки в Лондоне, где располагается и Библиотека Кроуфорда

## Филателистические библиотеки
Библиотеки, ориентированные на литературу по истории почты и филателии и специализирующиеся по этим предметам, имеются в целом ряде стран мира (по данным сайта «AskPhil»[≡] — в 16 странах). Ниже указаны некоторые из них.

### Австралия
- Библиотека «Филас»[англ.]

Объединяет собрания Филателистической ассоциации Нового Южного Уэльса (англ. Philatelic Association of NSW Inc.) и Королевского филателистического клуба Сиднея (Royal Sydney Philatelic Club).

### Великобритания
- Библиотека Кроуфорда

Входит в состав Филателистических коллекций Британской библиотеки.

### Германия
- Гамбургская филателистическая библиотека[англ.][1]
- Мюнхенская филателистическая библиотека[англ.][1][2]

### Нидерланды
- Библиотека Королевского нидерландского союза филателистических обществ[англ.]

### США
- Американская библиотека филателистических исследований
- Библиотека Клуба скандинавских коллекционеров[англ.]
- Библиотека филателистических исследований Уайнбурга[англ.]
- Западная филателистическая библиотека[англ.]
- Северная филателистическая библиотека[англ.]
- Северо-Западная филателистическая библиотека
- Филателистическая библиотека Скалистых гор
- Филателистическая библиотека Сан-Диего[англ.]

### Учреждения, имеющие филателистические библиотеки

#### Канада
- Фонд филателистических исследований имени Винсента Грейвза Грина[англ.] — Филателистическая библиотека имени Гарри Сазерленда (The Harry Sutherland Philatelic Library)

#### США
- Музей почтовых марок и истории почты Спеллмана[англ.]
- Национальный почтовый музей[1]